# José Luis Castillo Carreón
José Luis Castillo Carreón  (Ciudad Juárez, Chihuahua; 1960) es un activista social, conferencista y defensor de los derechos humanos mexicano que desde 2009, tras la desaparición de su hija Esmeralda Castillo, lucha por los derechos de las mujeres desaparecidas y violentadas de la localidad y del país.
Actualmente se dedica a impartir conferencias y pláticas a niñas en escuelas secundarias y preparatorias acerca de su experiencia como activista.

## Biografía
José Luis Castillo nació en 1960, en Ciudad Juárez, Chihuahua, México. El día martes 19 de mayo de 2009, su hija Esmeralda Castillo de 14 años de edad, se encontraba esperando el autobús en la zona centro de la ciudad para trasladarse de regreso a casa, cuando ya no apareció.
Rápidamente emprendió una búsqueda por las calles de la ciudad vestido de indigente, esto con el fin de evitar alguna represalia en su contra debido a la alta violencia que se vivía en aquellos años en Ciudad Juárez.

### Persecución
El 6 de abril de 2012, José Luis Castillo y su hijo Lorenzo Castillo, fueron detenidos en Ciudad Juárez tras ser acusados de robo calificado a una sala de masajes el 28 de agosto de 2008. La dueña del negocio y cuatro empleadas, identificaron a José Luis Castillo y a su hijo, como los responsables del robo, alegando de un robo de más de 10,000 pesos en efectivo así como el retiro de celulares. Rápidamente familiares y amigos acusaron este arresto como una persecución por parte del gobierno, para así evitar las manifestaciones de José Luis Castillo a favor su hija desaparecida.
César Duarte Jáquez, quien era Gobernador de Chihuahua en ese entonces, declaró que su arresto no se debía a una persecución de activistas sociales por parte de su gobierno, además de que no permitiría que los delincuentes se escuden como activistas sociales para huir de la justicia.
En enero de 2013, ocho meses después tras un largo juicio, José Luis Castillo y su hijo fueron puestos en libertad. José Luis Castillo argumento que mientras el defendía su inocencia, las autoridades lo amenazaban de pasar más de dos años preso, por lo que resultaría tiempo perdido para la búsqueda de su hija. Mencionó que este arresto se trató de un desvío de atención por parte de las autoridades para que se evitarán las manifestaciones y protestas de su hija.

## Reconocimientos
En 2015 los pintores locales José Luis y Maclovio, del colectivo GH, realizaron un mural en el cruce de las avenidas Vicente Guerrero y López Mateos, en el cual rinden un homenaje a tres mujeres víctimas de desaparición de Ciudad Juárez: Rosa Virginia Hernández Cano, Adriana Sarmiento y Esmeralda Castillo Rincón hija de José Luis Castillo. En este reflejan un paisaje amplio de militarismo rodeado de bombas nucleares, la migración entre México y Estados Unidos y cruces de color rosa que reflejan los femenicidios de la ciudad.

## Actualidad
El 7 de agosto de 2018, el entonces presidente de México Andrés Manuel López Obrador visitó Ciudad Juárez para llevar a cabo el primer de la pacificación, con el fin de escuchar a los diferentes sectores de la población para identificar diversos problemas de inseguridad. En este se hicieron presente varios activistas y familiares de víctimas de la violencia.
José Luis Castillo subió hasta arriba del escenario puesto con el un mandil color rosa con la foto de su hija y con una libreta y pluma en mano para exigir la firma del gobernador del estado de Chihuahua; Javier Corral Jurado, con el fin de atender el caso de su hija Esmeralda Castillo.
El 16 de agosto de 2019 en Ciudad Juárez se llevó una manifestación pacífica en contra la violencia de género y feminicidios que se efectúan en la ciudad por parte del movimiento No me cuidan, me violan. José Luis Castillo lanzó diamantina de color rosa, mientras pedía que no se olvidarán de su hija, hecho que se volvió viral en redes sociales y diversos medios del país, debido a que se trataba de un movimiento feminista.